# Солнышко (Marvel Comics)
Солнышко (англ. Sun Girl) — это имя двух супергероинь в комиксах издательства Marvel Comics.

## История публикации
Первая Солнышко была создана художником Кеном Болдом и неизвестным автором. Она впервые появилась в Sun Girl # 1 (август 1948 года), опубликованной Timely Comics, предшественником Marvel 1940-х годов. Солнышко снялась в одноимённом трёхсерийном сериале с августа по декабрь 1948 года. Впоследствии она появлялась в повествовании об оригинальном Человеке-факеле в The Human Torch #32-35" (сентябрь 1948 — март 1949 года), Captain America Comics # 69 (ноябрь 1948 года), Sub-Mariner Comics # 29 (ноябрь 1948 года) и Marvel Mystery Comics # 88-91 (октябрь 1948 — апрель 1949 года). История Факела и Солнышко «Луч Безумия» в The Human Torch #33 (ноябрь 1948 года) была переиздана десятилетиями позже в Giant-Size Avengers #1 (август 1974). Солнышко появляется в воспоминаниях в двух последних выпусках Saga of the Original Human Torch (апрель — июль 1990 года).
Новая Солнышко дебютировала в Superior Spider-Man Team-Up # 1 и заявлена как один из главных персонажей в предстоящем Marvel NOW! перезапуске Новых Воинов.

## Вымышленная биография

### Мэри Митчелл
Персональный секретарь Джима Хэммонда, оригинального Человека-факела в послевоенные 1940-е годы. Мэри Митчелл влюбляется в него и становится его партнёром, а также его приятелем после ухода Торо к его больной приёмной матери. В выпуске № 32 (сентябрь 1948 года) Солнышко помогает Факелу очистить имя невиновного человека, обвиняемого в убийстве, разоблачив реального преступника. Позже они убеждают отставного врача сделать операцию маленькой девочке, которая случайно проглотила алмаз, спрятанный в леденцах. После этого Мэри уезжает, чтобы продолжить свои собственные приключения. Иногда она объединяется с другими героями, например, с Капитаном Америкой. После возвращения Торо она возобновляет свою должность секретаря и исследователя.
Во время «Последних дней» в сюжетной линии «Secret Wars» Солнышко жила на вилле в Валгалле (дом для престарелых бывших героев и бывших злодеев, который находится в Майами). Она находится среди жителей, которые были временно излечены во время последнего вторжения между Землёй-616 и Землёй-1610.

### Сэла Бёрк
Новая Солнышко позже появляется как один из героев, заражённых вирусом Каррион после того, как она вступила в контакт с Уильямом Алленом. Солнышко подвергается нападению Высшего Человека-паука (разум Доктора Осьминога в теле Питера Паркера). Высший Человек-паук вылечивает Солнышко от вируса Каррион. Позже её личностью стала Сэла Бёрк, дочь Светового мастера в то время, когда Высший Человек-паук использовал свою Высшую шестерку (состоящую из Хамелеона, Электро, Мистерио, Песочного человека и Стервятника с «промытыми мозгами»), чтобы сражаться с Вредителями. После того, как Высший Человек-Паук потерпит неудачу, и теперь свободные Высшие Шесть захватили его и машину, которая может уничтожить Нью-Йорк, Сэла сумеет спасти Высшего Человека-Паука и уничтожить машину. Они расстаются в плохих отношениях, а Солнышко считает, что Высший Человек-паук — «придурок», из-за его снисходительного отношения и безумной схемы «промывания мозгов».
Сэла появилась в выпуске № 1 перезапуска New Warriors в 2014 году, помогая спасти морлоков от нападения таинственных эволюционеров. Когда им предлагают уйти от этих атакующих (поскольку они не собираются идти за нормальными людьми), она предпочитает жертвовать, чтобы мутанты могли убежать. Хаячи входит и использует свои способности поглощать энергию, чтобы защитить её. Спидбол и Справедливость входят в сцену, которая заставляет троих атакующих переоценить своё тактическое положение, а затем бежать, так как они были теперь в меньшинстве.

## Силы и способности
Мэри Митчелл — хороший акробат и эксперт по дзюдо и дзю-дзюцу. Она также обладает лазерной пушкой солнечных лучей, которая производит яркий взрыв света, так же, как лариат, который она держит в своём аварийном мешке.
Селах Бёрк — инженер, который создает костюм с ремнём безопасности, дающий ей возможность летать и проецировать свет. Костюм позже модифицирован Высшим Человеком-пауком. Она также владеет пистолетами, способными стрелять зарядами контузий. Она разработала и сконструировала свою экипировку и оружие на основе технологии лёгкой манипуляции отца.